# Grand Prix-seizoen 1947
Het Grand Prix-seizoen 1947 was het tweede Grand Prix-jaar na de oorlog. Het seizoen begon op 5 januari en eindigde op 16 november na vier "Grandes Épreuves" en 29 andere races.

## Kalender

### Grandes Épreuves
| Ronde | Datum        | Grand Prix    | Circuit           | Winnaar             | Constructeur       | Verslag |
| ----- | ------------ | ------------- | ----------------- | ------------------- | ------------------ | ------- |
| 1     | 8 juni       | Zwitserland   | Bremgarten        | Jean-Pierre Wimille | Alfa Romeo         | Verslag |
| 2     | 29 juni      | België/Europa | Spa-Francorchamps | Jean-Pierre Wimille | Alfa Romeo         | Verslag |
| 3     | 7 september  | Italië        | Sampione Park     | Carlo Felice Trossi | Alfa Romeo         | Verslag |
| 4     | 21 september | Frankrijk     | Lyon-Parilly      | Louis Chiron        | Talbot-Lago-Talbot | Verslag |

### Andere races
| Datum        | Land             | Racenaam                          | Circuit              | Winnaar               | Constructeur       | Verslag |
| ------------ | ---------------- | --------------------------------- | -------------------- | --------------------- | ------------------ | ------- |
| 9 februari   | Argentinië       | Grand Prix van General Juan Perón | Retiro               | Luigi Villoresi       | Maserati           | Verslag |
| 9 februari   | Zweden           | Winter Grand Prix van Zweden      | Rommehed             | Reg Parnell           | ERA                | Verslag |
| 16 februari  | Argentinië       | Grand Prix van Eva Duarte Perón   | Retiro               | Luigi Villoresi       | Maserati           | Verslag |
| 23 februari  | Argentinië       | Copa Acción de San Lorenzo        | Parque Independencia | Achille Varzi         | Alfa Romeo         | Verslag |
| 23 februari  | Zweden           | Grand Prix van Stockholm          | Vallentuna           | Reg Parnell           | ERA                | Verslag |
| 20 maart     | Argentinië       | Grand Prix van Rafaela            | Rafaela              | Nello Pagani          | Maserati           | Verslag |
| 30 maart     | Brazilië         | Grand Prix van Interlagos         | Interlagos           | Achille Varzi         | Alfa Romeo         | Verslag |
| 7 april      | Frankrijk        | Grand Prix van Pau                | Pau                  | Nello Pagani          | Maserati           | Verslag |
| 21 april     | Brazilië         | Grand Prix van Rio de Janeiro     | Gávea                | Chico Landi           | Alfa Romeo         | Verslag |
| 27 april     | Frankrijk        | Grand Prix van Roussillon         | Perpignan            | Eugène Chaboud        | Talbot-Lago-Talbot | Verslag |
| 8 mei        | Jersey           | Stratenrace van Jersey            | Saint Helier         | Reg Parnell           | Maserati           | Verslag |
| 18 mei       | Frankrijk        | Grand Prix van Marseille          | Prado                | Eugène Chaboud        | Talbot-Lago-Talbot | Verslag |
| 25 mei       | België           | Grand Prix des Frontières         | Chimay               | Yves Giraud-Cabantous | Maserati           | Verslag |
| 1 juni       | Frankrijk        | Grand Prix van Nîmes              | Nîmes-Courbessac     | Luigi Villoresi       | Maserati           | Verslag |
| 8 juni       | Frankrijk        | Challenges AGACI                  | Linas-Montlhéry      | Eugene Martin         | BMW                | Verslag |
| 6 juli       | Frankrijk        | Grand Prix van de Marne           | Reims-Gueux          | Christian Kautz       | Maserati           | Verslag |
| 12 juli      | Groot-Brittannië | Gransden Lodge                    | Gransden Lodge       | Dennis Poore          | Alfa Romeo         | Verslag |
| 13 juli      | Frankrijk        | Grand Prix van Albi               | Albi                 | Louis Rosier          | Talbot-Lago-Talbot | Verslag |
| 13 juli      | Italië           | Grand Prix van Bari               | Lungomare            | Achille Varzi         | Alfa Romeo         | Verslag |
| 13 juli      | Argentinië       | Semana de Bell Ville              | Bell Ville           | Óscar Alfredo Gálvez  | Alfa Romeo         | Verslag |
| 20 juli      | Frankrijk        | Grand Prix van Nice               | Nice                 | Luigi Villoresi       | Maserati           | Verslag |
| 3 augustus   | Frankrijk        | Grand Prix van de Elzas           | Straatsburg          | Luigi Villoresi       | Maserati           | Verslag |
| 9 augustus   | Groot-Brittannië | Ulster Trophy                     | Ballyclare           | Bob Gerard            | ERA                | Verslag |
| 10 augustus  | Frankrijk        | Grand Prix van de Comminges       | Saint-Gaudens        | Louis Chiron          | Talbot-Lago-Talbot | Verslag |
| 17 augustus  | Uruguay          | Grand Prix van Montevideo         | Playa Ramirez        | Óscar Alfredo Gálvez  | Alfa Romeo         | Verslag |
| 21 augustus  | Man              | British Empire Trophy             | Douglas              | Bob Gerard            | ERA                | Verslag |
| 21 september | Argentinië       | Grand Prix van Mar del Plata      | Playa Grande         | Óscar Alfredo Gálvez  | Alfa Romeo         | Verslag |
| 5 oktober    | Zwitserland      | Grand Prix van Lausanne           | Lausanne             | Luigi Villoresi       | Maserati           | Verslag |
| 16 november  | Frankrijk        | Coupe du Salon                    | Linas-Montlhéry      | Yves Giraud-Cabantous | Talbot-Lago-Talbot | Verslag |

1894 · 1895 · 1896 · 1897 · 1898 · 1899 · 1900 · 1901 · 1902 · 1903 · 1904 · 1905 · 1906 · 1907 · 1908 · 1909 · 1910 · 1911 · 1912 · 1913 · 1914 · 1915 · 1916 · Eerste Wereldoorlog · 1919 · 1920 · 1921 · 1922 · 1923 · 1924 · 1925 · 1926 · 1927 · 1928 · 1929 · 1930 · 1931 · 1932 · 1933 · 1934 · 1935 · 1936 · 1937 · 1938 · 1939 · 1940-1945 (Tweede Wereldoorlog) · 1946 · 1947 · 1948 · 1949 
 Lijst van Grand Prix-wedstrijden voor 1950